# 路易一世 (維特爾斯巴赫)
路易一世（凱爾海姆的）（德語：Ludwig；1173年12月23日—1231年9月15日），被稱為「凱爾海姆的或凱爾海姆人」，維特爾斯巴赫家族成員，巴伐利亞公爵（1183年—1231年在位），普法爾茨選帝侯（1156年－1180年）。他是維特爾斯巴赫王朝的首位巴伐利亞公爵奧托一世與妻子洛翁的阿格尼絲之子。路易一世的妻子是波希米亞公爵貝德日赫的女兒波希米亞的柳德米拉。

## 生平
父親奧托一世於1183年去世後不久，路易一世在其叔叔維特爾斯巴赫的康拉德和神聖羅馬皇帝「紅鬍子」腓特烈一世的監護下成長。路易一世在母親阿格尼絲是一位充滿朝氣和進取精神的領袖，在此期間，為了確保兒子的繼承權，她接管巴伐利亞公國成為攝政。1189年，年僅16歲的路易一世剛成年，他就已經在一場於1188年衝突中倒下，這場衝突於1188年至1189年發生引發雷根斯堡子爵和蘇茨巴赫伯爵幾乎同時斷絕。這使「紅鬍子」腓特烈一世在帝國內部擴展他的王室領域，包括雷根斯堡和蘇茨巴赫，而路易一世卻為此付出了代價。當腓特烈一世在十字軍東征中逝世時，他的兒子亨利六世於1191年4月15日在羅馬登基，他立即意識到提出修訂史陶芬帝國土地政策的反對派，波希米亞的奧托卡一世和他的姪女婿博根伯爵阿爾伯特三世。阿爾伯特利用這一理由，計劃從皇帝亨利六世手上奪取王室領土蘇茨巴赫為自己領土。路易一世立即嘗試進行調解，並呼籲在勞芬召開宮廷集會，以引起帝國內部許多重要人物的注意。但是他仍然無法阻止阿爾伯特的入侵，佔領蘇茨巴赫的土地。當路易一世反抗時，戰爭爆發。路易一世的軍隊被阿爾伯特和奧托卡一世的聯軍打退。即使在奧地利公爵利奧波德五世和梅拉尼亞公爵伯特霍爾德的惡意反擊，也無法改變局勢。路易一世發誓永遠不會停止行動，直到阿爾伯特伯爵失去蘇茨巴赫。
就是在1192年夏天，路易一世在沃姆斯接受德意志騎士的傳統，這是皇帝亨利六世和其他許多王子出席的情況下進行劍和皮帶的交接。到1193年，皇帝亨利親自介入此事，並奪取蘇茨巴赫，阿爾伯特宣布停火。阿爾伯特被放逐，波希米亞公爵奧托卡一世被剝奪其公國。為了換取條件，路易一世在接下來的十五年將留在斯塔芬的身邊。路易一世在維爾茨堡、美因茲舉行的宮廷集會及作為帝國隨扈前往普利亞和西西里島的中展示對皇帝的支持，他需要與亨利六世站在一起，以確保亨利六世能繼承南意大利。
路易一世一直是皇帝亨利六世的忠實擁護者直到亨利六世去世為止，他並在1194年陪同霍亨斯陶芬王朝前往意大利第二次征戰西西里王國，亨利六世的妻子康斯坦斯是西西里王國的唯一合法繼承人。亨利六世逝世後，在爭奪王位的鬥爭中，路易一世仍然是霍亨斯陶芬家族士瓦本的菲利普主要支持者之一。然而，他持續支持霍亨斯陶芬家族的付出終於有回報。1196年，當斯特夫林領主在沒有繼承人的情況下去世時，亨利六世並沒有將該地區撥入在他的皇家領地內，而是將其分封給路易一世。薩爾茨堡大主教埃伯哈德和雷根斯堡主教康拉德突然之間與路易一世發生分歧，並沒有保留任何神聖或構成褻瀆下向路易一世宣戰。其後只有通過路易一世的個性，和平才能得以恢復。
翌年（1197年），路易一世與皇帝一起前往西西里島，為他們離開德意志前往十字軍東征做準備。亨利六世可能是因為瘧疾，突然逝世，出征被取消。亨利六世之死因此開始了德意志歷史上最艱難的時期。

## 崛起
在教皇雷定三世的鼓勵下，德意志北部和西部的諸侯要求選擇不倫瑞克的奧托成為新任皇帝，而德意志南部和東部的諸侯仍然忠於霍亨斯陶芬王朝。其實在皇帝亨利六世在世時在兩歲大的小兒子腓特烈二世已經當選國王，但亨利六世無從得知自己的兒子會受到這些勢力的挑戰。唯一可以對抗北部和西部諸侯選擇的勢力是亨利六世的弟弟菲利普，他當初被認定是攝政王，但由於德意志南部和東部的諸侯需要一位代理國王時而被拒絕授與此權力，而腓特烈二世當時還太年輕。由於所有這些因而導致1198年的兩次大選。同年，路易一世的老仇敵博根伯爵阿爾伯特三世逝世。這樣就給他帶來少一個問題和一個極大的機會。
路易一世於1204年與阿爾伯特三世遺孀波希米亞的柳德米拉結婚，因而與她的叔叔波希米亞國王奧托卡一世結盟。這也使他獲得博根伯爵阿爾伯特三世的封地，至少是直接獲得該地方。同年，福堡藩侯封地也轉到路易一世手上。
一個古老的故事描述路易一世深深地愛上波希米亞的柳德米拉，但是她擔心路易一世這樣做是欺騙她，把三個她信任的人藏在窗簾後面，並給他們三張圖像舉起。這樣，她懇求路易一世不再見她，除非他答應在證人面前迎娶她。路易一世猶豫了一下，她指著三張圖像說：“那些人應該成為你諾言的見證人。”路易一世認為這些人永遠不會對挑戰他的決定，因此向柳德米拉提出她所希望的答覆，於是她拉開窗簾，揭示三個活的證人。路易一世非常高興，於是他就鄭重地迎娶她。
1208年6月，帝國內許多領主與國王菲利普一起在班伯格聚會，慶祝他的侄女贝亚特丽丝二世與梅拉尼亞公爵奧托一世的婚禮。儀式由班伯格主教埃克伯特（新郎奧託的兄弟）和伊斯特里亞藩侯亨利二世主持。儀式結束後，國王菲利普離開，回到他的住所，在那裡他被路易一世的堂弟巴伐利亞宮廷伯爵奧托八世謀殺。兇手逃走避開國王的守衛，逃離了這座城市。領主立即被要求進行王庭會議，他們把謀殺國王歸咎於安代克斯家族。他們是否直接出手行刺尚有爭議，但就算事實並非如此，他們至少犯有縱容罪，路易一世最懷疑伊斯特里亞藩侯亨利二世。所有的安代克斯家族都被禁止離開他們的土地，除了梅拉尼亞的奧托一世和他的新娘贝亚特丽丝，他們都被認為是無罪的。因此，巴伐利亞的一個老盟友在一夜之間成為敵人。路易一世立即離開班伯格，起兵佔領伊斯特里亞藩國三個月。
菲利普國王被謀殺後，路易一世沒有立即轉而支持奧托四世為國王，而是在他的影響下在巴伐利亞舉行新國王的選舉，由他決定支持誰。最終，像其他許多人一樣，為了確保他和他的家人的成就，他與國王奧托四世達成協議，這使他獲得安代克斯家族的封地，並承諾由他繼承萊茵-普法爾茨伯國的統治權，並確認由他的維特爾斯巴赫家族永久統治巴伐利亞公國。
儘管如此，路易一世還是在1211年再次加入霍亨斯陶芬家族陣營。皇帝腓特烈二世於1214年用萊茵-普法爾茨伯國獎勵他：路易一世的兒子奧托二世迎娶普法爾茨的阿格尼絲，後者是獅子亨利和霍亨斯陶芬的康拉德的孫女。這次婚姻令維特爾斯巴赫家族繼承普法爾茨，並一直保留成為維特爾斯巴赫的財產直至1918年。從那時起，獅子也成為巴伐利亞和普法爾茨的紋章。

## 十字軍東征
1215年7月23日，路易一世在亞琛監督神聖羅馬帝國皇帝腓特烈二世的再次加冕禮。在那裡，路易一世和腓特烈二世都宣誓加入十字軍。路易一世被任命為帝國軍司令為皇帝開路，直到腓特烈二世親自到達那裡。
他於1218年創建了斯特洛丙。
皇帝在十字軍東征前給路易一世2000馬克銀。
在1221年5月，路易一世與他的巴伐利亞軍隊及與帕紹主教烏爾里希二世、巴登和維羅納藩侯赫爾曼五世、布里昂的约翰和其他許多貴族一起航行。他們的艦隊抵達杜姆亞特後，便在該市與羅馬教廷使節佩拉吉奧·加爾瓦尼舉行了一次會議。路易一世敦促他們在河水漲潮前集結軍隊並向蘇丹的營地開始進攻，並於6月29日製定計劃，在河上搭起帳篷。7月6日，教廷使節下令禁食三天，赤腳揹著基督的十字架，就在河邊將其竪立。第二天，國王布里昂的約隨同眾多軍隊一起為他們的進攻提供進一步援助。然後於7月17日，他們聚集在法雷斯庫村，遭遇到敵人的攻擊，敵人在那裡被完美的擊退，十字軍一方並沒有損失。教廷使節在公爵路易一世、國王布里昂的約翰、主教、大主教和騎士團大團長的幫助下，向騎士及參與者慷慨解囊，在既不犧牲性命也不花錢地完成任務武裝船艦。
7月19日，撒拉遜軍隊派遣一支龐大的騎兵部隊攻擊十字軍。穆斯林包圍基督徒軍隊，並向他們以箭射擊，以避免近距離戰鬥。十字軍作出反擊，穆斯林便只好撤退。但是第二天，也就是7月20日，敵人發動從未有過的猛烈進攻，但是很少數量的十字軍戰死和受傷。到7月21日，穆斯林再次撤退。但是在這樣的戰鬥過程中，他們燒毀許多村莊，以防止十字軍獲得補給點和資源。但是計劃仍然失敗，因為十字軍仍然在許多荒蕪的村莊尋找得到食物。這使十字軍得以安全穿越蘇丹已下令摧毀的薩拉姆薩。
路易一世在埃及被卡米勒·穆罕默德綁架為人質，但後來獲釋。1225年，路易一世接管年輕國王亨利的監護權。然而，隨後路易一世與他的監護對象及皇帝的關係惡化。後者是於1229年當路易一世被教皇吸引去反對霍亨斯陶芬家族期間與亨利因為與教會政策上存有分歧，路易一世甚至以軍事手段進行戰鬥，但最終巴伐利亞公爵被擊敗。在此壓力下，路易一世於1230年搬回凱爾海姆城堡。
路易一世於1224年建立城市伊薩爾河畔蘭道。

## 晚年

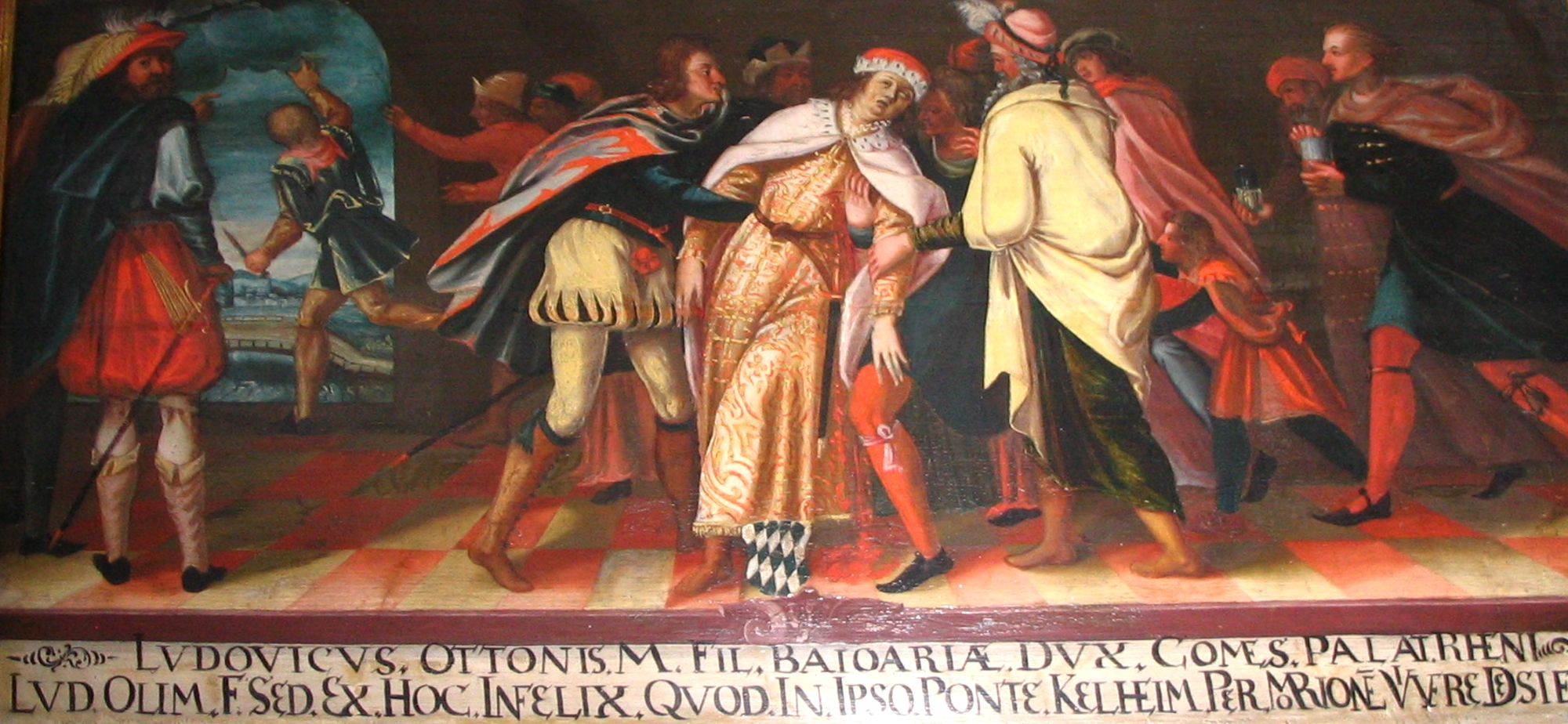
席恩修道院內，描繪路易一世被暗殺身亡的場景

1231年，路易一世在凱爾海姆的一座橋上被謀殺。此謀殺未能破解，因為兇手（據稱是刺客）被立即私刑殺害，儘管許多人懷疑皇帝腓特烈二世是幕後黑手。此後，凱爾海姆失去了維特爾斯巴赫家族的青睞，並失去其作為公爵住所的地位。路易一世的兒子和繼任人奧托二世在翌年將這座橋折去，並將其大門改為小教堂。 路易一世被安葬在席恩修道院的地穴中。